# На автобусах
«На автобусах» (англ. On the Buses) — британский ситком, созданный Рональдом Ченси и Рональдом Вульфом. Транслировался телеканалом ITV в период с 1969 по 1973 год, за который было выпущено 74 серии и несколько сиквелов. Сериал был хорошо принят зрителями, но не сильно благоприятно критиками. Книга Гиннеса классического британского телевидения охарактеризовала творение Вульфа и Ченси как «Самый продолжительный и наиболее несмешной сериал от ITV».

## Персонажи
- Стэнли «Стэн» Батлер (англ. Stanley "Stan" Butler) (Рег Варни) — ленивый водитель автобуса, работающий с Джеком и Блейки в "Luxton and District Traction Company".
- Джек Харпер (англ. Jack Harper) (Боб Грант) — лучший друг Стэна. Вместе с ним попадают в неприятности и получают выговор от инспектора Блейка.
- Сирил «Блейки» Блейк (англ. Cyril "Blakey" Blake) (Стивен Льюис) — инспектор автобусного парка, у которого часто появляются «блестящие идеи». Обычно эти идеи являются тщательно продуманными планами по увольнению Стэна и Джека, чаще всего заканчивающиеся неудачей.
- Мэйбл Батлер (англ. Mabel Butler) (1 сезон — Сисели Кортнидж; 2–7 — Дорис Хэйр) — мать Стэна, верящая в святость брака и осуждающая «распутных девиц». Несмотря на это, часто закрывает глаза на действия своего сына.
- Олив Рэдж (англ. Olive Rudge) (Анна Карен) — сестра Стэна, жена Артура. Часто подвергается критике со стороны мужа. Помогает матери по дому и своему брату с украшениями.
- Артур Рэдж (англ. Arthur Rudge) (Майкл Роббинс) — муж Олив, несколько отстранённый и заносчивый. Подвергается насмешкам со стороны Джека и Стэна из-за его больничной операции, характер которой в сериале не уточняется.